# Stadsparken, Helsingborg

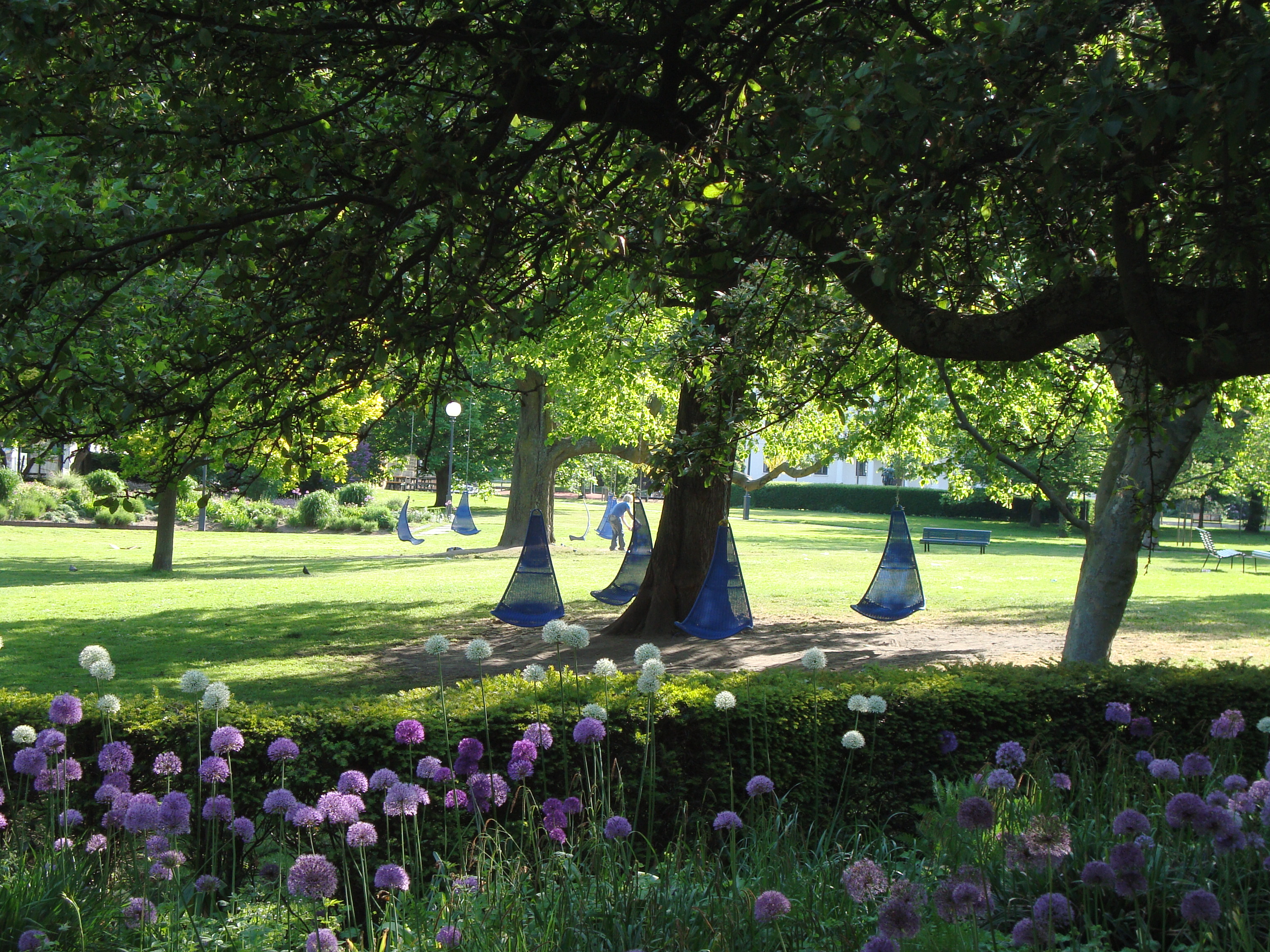
Stadsparken i morgonljus. Hängstolarna i träden började hängas upp sommaren 2009.

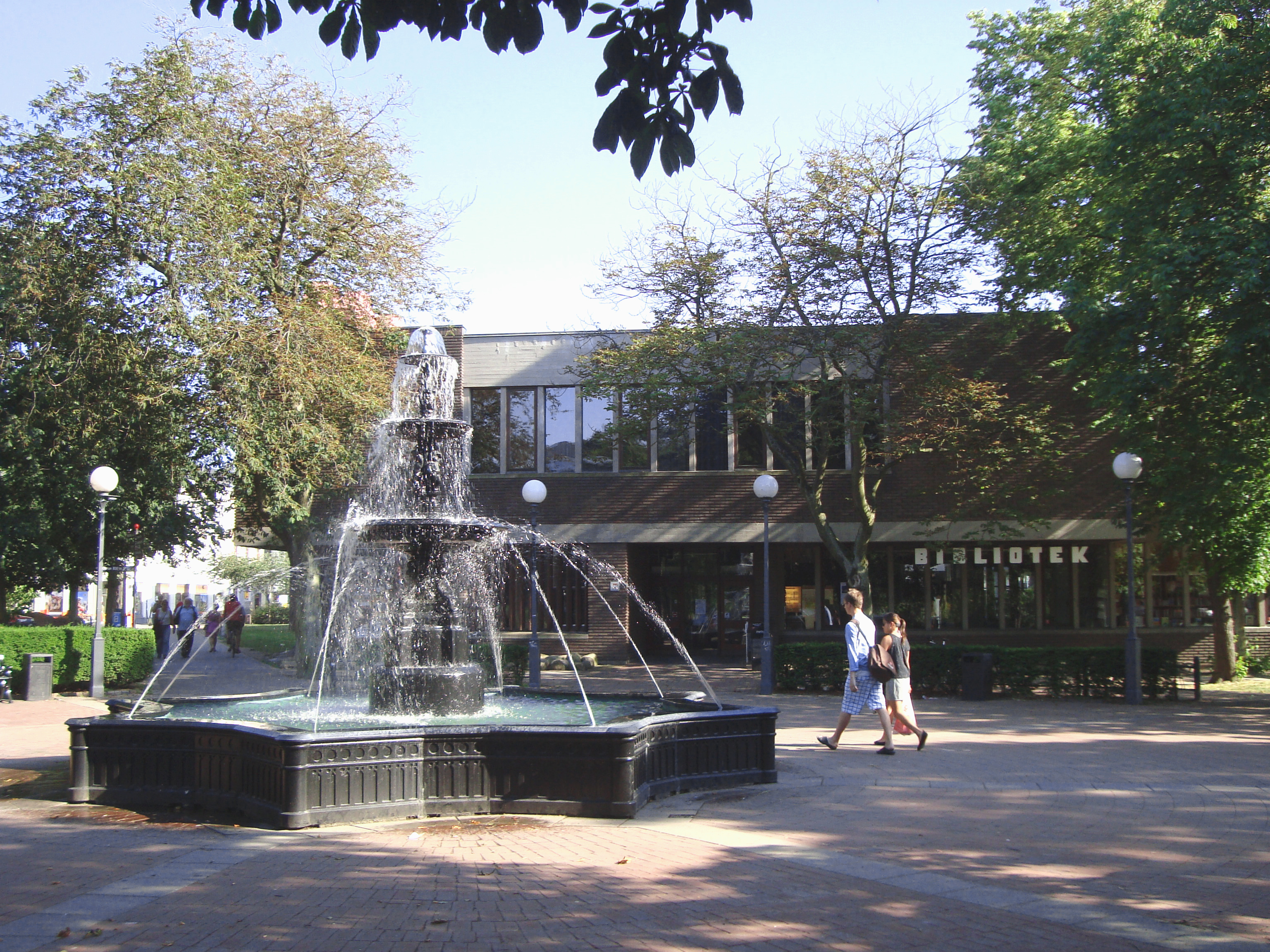
Stadsbiblioteket och fontänen.

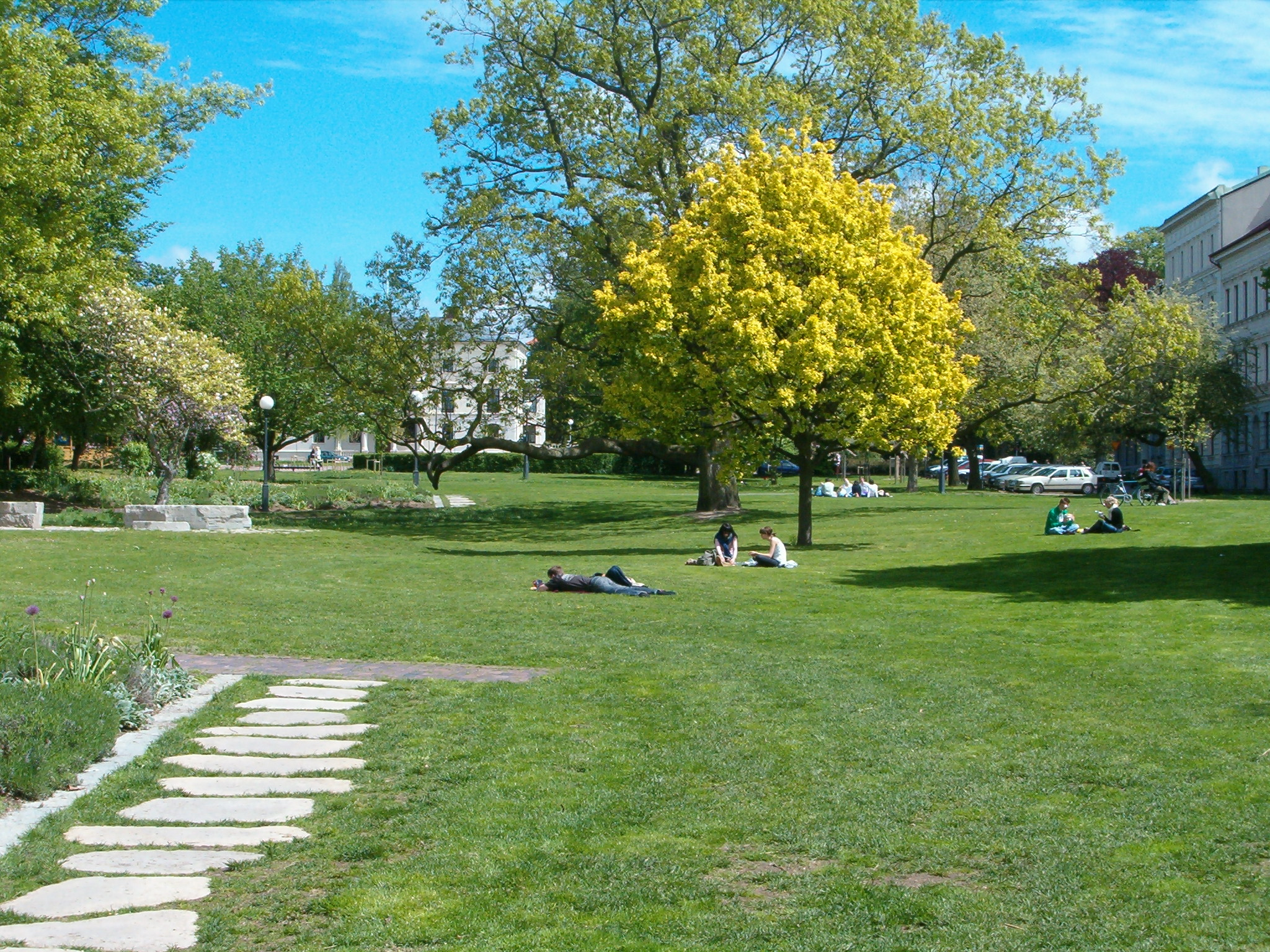
Soldyrkare på Stadsparkens gräsmatta.

Stadsparken, egentligen Krookska planteringen, i Helsingborg ligger mycket centralt, strax söder om stadens äldre delar, avgränsad av Järnvägsgatan i väster, Trädgårdsgatan i norr, Södergatan, Thure Röings gata och Carl Krooks gata i öster, samt Bollbrogatan i söder.

## Utformning
Stadsparken domineras av två gångstråk, varav det ena löper i nord-sydlig riktning som en förlängning på Bruksgatan i norr, ner till Kalifornie gatan i söder. Det andra gångstråket sträcker sig diagonalt från hörnet Järnvägsgatan-Trädgårdsgatan till en rund plats framför Stadsbiblioteket, inhägnad av häckar med en äldre fontän i mitten. Från denna plats strålar ytterligare gångstråk ut, en mot hörnet Trädgrådsgatan-Södergatan, en annan mot hörnet Carl Krooks gata-Bollbrogatan och ännu en mindre, som anknyter till den nord-sydliga gångstråket. Parken omgärdas och hägnas in av tätare grönska, främst mot Trädgårdsgatan, men denna grönska har nyligen gjorts glesare av staden. Innanför denna grönska finns ett flertal träd av olika utseende utplacerade som solitärer på gräsytorna. Bland annat finns det ett flertal blommande träd, bland annat magnolior, japanskt prydnadskörsbär, robinia, kornell och praktkatalpa. Parken har även ett flertal blomsterplanteringar, bland annat där det nord-sydliga stråket och det diagonala stråket möts och vid den omgärdande växtligheten, samt vid en mer strikt arrangerad trädgård i parkens östra ände. Till exempel blommar under våren ett flertal lökväxter i parken och senare under sommaren perenner och andra sommarblommor.

### Konstverk och utsmyckningar
- Mitt i parken står en fontän som tidigare var placerad på det gamla Fisketorget, numera S:t Jörgens plats, men flyttades till parken 1896. Sin nuvarande placering fick fontänen i och med byggandet av Stadsbiblioteket 1965.
- Bröderna, en skulptur som 1934 skänktes till staden av dess skapare, John Börjeson, är placerad i parkens östra ände mittemot Essenska villan.
- Fjärilseffekt, skulptur av Britt-Ingrid Persson, uppförd 1994 och placerad vid parkens entré från korsningen Järnvägsgatan/Trädgårdsgatan.
- Urna, från 1997, av Hedy Jolly-Dahlström.

## Historia

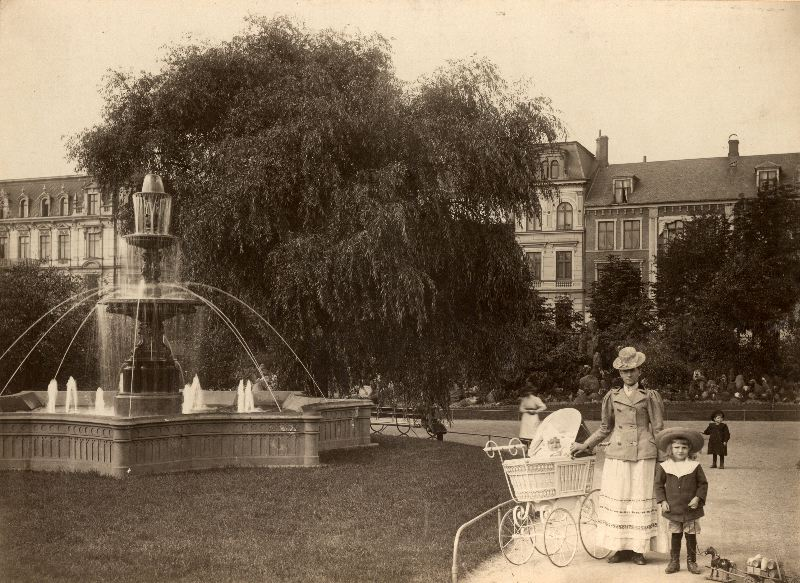
Stadsparken runt sekelskiftet 1900.

Det äldsta kända namnet på platsen är Bollbrolyckan, som under 1700-talet var en del av stadens fäladsmark, alltså ett gemensamt odlingsområde för stadens borgare. Namnet kommer troligen från ordet bålverk (bolwerk), ett äldre ord för en typ av försvarsanläggning, och syftar på den befästning som byggdes runt Helsingborg på 1600-talet. Troligen är det bron över vallgraven, där Landskronavägen, nuvarande Södergatan, ledde in i staden, som är upphovet till namnet. Under större delen av 1800-talet ägdes marken av Helsingborgs första egentliga fabrik, Ruuthska bruket, under vilken tid platsen benämndes Brukslyckan. När stadskärnan och södra förstaden, som senare blev till stadsdelen Söder, började växa var planerna att bebygga området med bostäder men 1870 köpte syskonen Otto Daniel, Carl och Nelly Krook upp området från Ruuthska bruket och donerade det till Helsingborgs stad med villkoret att tre fjärdedelar av området skulle användas till "promenad i plantering". Även disponent Carl Gustav Fredrick Stewénius bidrog genom att donera områdets östra del.
Beslut i frågan antogs av stadsfullmäktige den 28 april 1871 och som finansiering skulle man låta avstycka en del tomter i områdets östra och södra delar; det som idag är kvarteren Fyrkanten, Bollbro, Kvarnen och Kalifornien. Planteringen planerades av trädgårdsmästaren Niels Peter Jensen, med viss bearbetning av arkitekt Ferdinand Meldahl och etatsrådet Rudolf Rothe från Köpenhamn, och lades ut 1873. Jensens förslag bestod av en stark diagonalaxel genom parken, som ledde ner till järnvägsstationen, och en tät kantplantering för att avskärma parken från de omgivande kvarteren. Parken är till största delen utformad som en tidstypisk, engelskinspirerad park och består av flera öppna gräsytor med varierande solitärplanteringar för att ge skugga, men här finns även mer strikta platser, till exempel en plantering i parkens östra delar mittemot Essenska villan. Samma år som parken lades ut anlades även Trädgårdsgatan längs parkens norra sida. Parken blev således en tidstypisk järnvägspark och stadens första offentliga park, även om den fram till 1895 endast var tillgänglig dagtid. Samma år som tillgängligheten utökades togs också inhägnaden bort och 1896 flyttades den fontän som nu står framför Stadsbiblioteket till parken, efter att tidigare ha stått vid Fisktorget (nuvarande Sankt Jörgens plats). Den stod dock från början närmare Trädgårdsgatan. Fler senare tillägg är dammen med springfontän nära hörnet vid Järnvägsgatan-Trädgårdsgatan samt lekplatsen vid biblioteket i parkens sydvästra ände.
1965 invigdes Stadsbiblioteket i parken, från början ett väldigt omdiskuterat bygge, då det tog en del av parken i anspråk, men arkitekten Jørgen Michelsen lyckades skapa en byggnad som passar väl in i parkmiljön.